# تيودور ريتر
تيودور ريتر (بالفرنسية: Théodore Ritter)‏ هو عازف بيانو وملحن فرنسي، ولد في 5 أبريل 1840 في نانت في فرنسا، وتوفي في 6 أبريل 1886 في باريس في فرنسا.

## وصلات خارجية
- ثيودور بريفوست على موقع ميوزك برينز (الإنجليزية)